# Filesiàcies
Les filesiàcies (Philesiaceae) són una família de plantes angiospermes de l'ordre de les lilials (Liliales), dins del clade de les monocotiledònies. Inclou espècies natives de l'extrem austral d'America del Sud, Xile i Argentina.

## Descripció
Són arbusts rizomatosos, les fulles són senceres i alternes, sèssils o amb un pecíol curt. Les flors són hermafrodites i actinomorfes, amb sis tèpals en dos verticils. Les inflorescències agrupen dues o tres flors i poden ser terminals o axil·lars. L'androceu és format per sis estams. Al gineceu hi ha tres carpels soldats, l'ovari és unilocular, súper i amb placentació parietal. El fruit és una baia.

## Taxonomia
Aquesta família va ser publicada per primer cop l'any 1829, sota el nom de Phylesiaceae, a l'obra Analyse des Familles de Plantes: avec l'indication des principaux genres qui s'y rattachent pel botànic francès Barthélemy Charles Joseph Dumortier (1797-1878).

### Gèneres
Dins d'aquesta família es reconeixen els dos gèneres següents:
- Lapageria Ruiz & Pav.
- Philesia Comm. ex Juss.